# راكيل فورنر
راكيل فورنر ( 1902-1988) كانت رسامة أرجنتينية معروفة بأعمالها الفنية المعبّرة.

## حياتها
ولدت راكيل فورنر في بوينس آيرس عام 1902. كان والدها إسباني الجنسية ووالدتها أرجنتينية من أصل إسباني. و نتيجة للسفر العائلي المتكرر إلى أوروبا أمضت فورنر جزءًا من طفولتها في إسبانيا، ثم طورت لاحقًا اهتمامًا فنيًا بالحرب الأهلية الإسبانية.
أكملت فورنر دراساتها في الأكاديمية الوطنية للفنون الجميلة و الذي أصبح اليوم جزءًا من معهد الفنون بالجامعة الوطنية في بوينس آيرس عام 1923. قبل التخرج بعام حصلت على موعد لتعليم الرسم في نفس الأكاديمية. و في عام 1924 حصلت على جائزة المركز الثالث من معرض الأرجنتين الوطني للفنون الجميلة، وفي عام 1928 أقامت معرضها الفردي الأول في بوينس آيرس. بعد ذلك انتقلت إلى باريس ودرست مع أوثون فريز.
في عام 1936 تزوجت من النحات الأرجنتيني ألفريدو بيغاتي.

## أعمالها الفنية
أظهرت أعمال فورنر اهتمامًا بالأحداث الجارية، ومنذ بداية الحرب الأهلية الإسبانية في عام 1936، اتخذت أعمالها نبرة درامية ومأساوية. استعارت أفكارًا من السريالية خلال الأربعينيات من القرن الماضي تكيفا مع التشويه الجمالي دون السعي إلى إعادة تصوير حلم الدولة. في عام 1942 احتلت المركز الأول في مسابقة المعرض الأرجنتيني الوطني. و خلال الأربعينيات و حتى معظم الخمسينيات من القرن الماضيو قامت بإنتاج العديد من المسلسلات حول موضوعات مأساوية مماثلة بأسلوب تعبيري بشكل أساسي. و غالبًا ما صورت فورنر شخصيات نسائية قوية، ولكن ليس بالتطرق لمواضيع مختصة بالنوع الاجتماعي.
ابتداءً من عام 1957 و بالتزامن مع سباق الفضاء تحول انتباه فورنر إلى مشاهد تعكس خيال السفر بين الكواكب. أصبحت بعدها واحدة من أوائل الفنانين التشكيليين الذين تصوروا مشاهد للفضاء الخارجي و ذلك بعد أن تم عرض سلسلة الفضاء الخاصة بها و حصولها على تقدير في أوروبا. تميزت أعمالها في هذه الفترة باستخدام أكثر حيوية للألوان والأساطير الكونية الشخصية من صنعها. استمر تصوير فورنر الفني للسفر إلى الفضاء حتى السبعينيات. و يوجد في متحف الولايات المتحدة الوطني للطيران والفضاء (مؤسسة سميثسونيان في واشنطن العاصمة ) العديد من الأمثلة على أعمالها في الفترة المتأخرة في مجموعتها بما في ذلك عملها بعنوان عودة رائد الفضاء 1969.
عُرضت أعمالها على نطاق واسع في جميع أنحاء الأرجنتين، وحصلت على جائزتي كونيكس (الأعلى في عالم الثقافة الأرجنتينية) في عام 1982.
توفيت فورنر في بوينس آيرس عام 1988، وفي ذلك العام
نظم متحف بوينس آيرس للفن الحديث معرضًا استذكاريا شرفيا لأعمالها.
أُدرج عملها في مجموعة المتحف الوطني للفنون الجميلة في كيبيك.
1. ↑  FemBio-Datenbank | Raquel Forner (بالألمانية والإنجليزية), QID:Q61356138
2. 1 2  Nelly Perazzo; Alana Hernandez (13 Dec 2017). "Forner, Raquel". Grove Art Online (بالإنجليزية). DOI:10.1093/GAO/9781884446054.ARTICLE.T028995. QID:Q103918994.
3. ↑  RKDartists (بالهولندية), QID:Q17299517